# Wakenitz
De Wakenitz, een rivier in Duitsland met een lengte van ca. 14,5 km, loopt van Rothenhusen aan de Ratzeburger See naar Lübeck, waar zij uitmondt in de Trave. Een groot deel van de rivier vormt de grens tussen Sleeswijk-Holstein en Mecklenburg-Voor-Pommeren.